# Lauritz Østrup
Lauritz Christian Østrup (ur. 6 czerwca 1881 w Kopenhadze, zm. 21 maja 1940 tamże) – szermierz reprezentujący Danię, uczestnik letnich igrzysk olimpijskich w Londynie w 1908 roku oraz letnich igrzysk olimpijskich w Sztokholmie w 1912 r.